# Albrecht von der Schulenburg
Friedrich Albrecht Graf von der Schulenburg (* 13. Juli 1801 in Halle (Saale); † 5. Mai 1869 in Lieberose, Landkreis Lübben) war Standesherr der Herrschaft Lieberose und Mitglied des Preußischen Herrenhauses.

## Familie

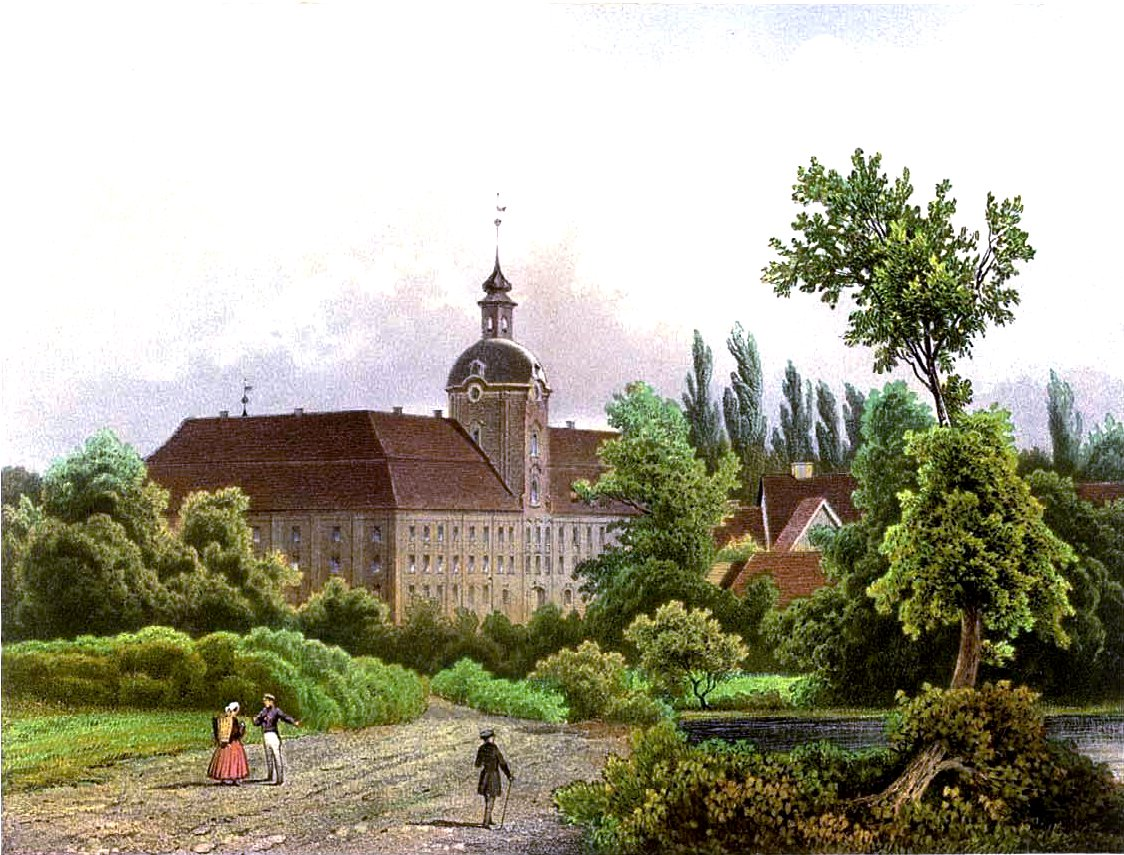
Schloss Lieberose um 1861/62, Sammlung Alexander Duncker

Elisabeth von der Schulenburg (1820–1890)

Friedrich, auch Friedrich Albert genannt, von der Schulenburg entstammte der weit verzweigten Adelsfamilie von der Schulenburg. Er war ältester Sohn des Standesherrn der Herrschaft Lieberose Friedrich Ferdinand Bernhard Achaz Graf von der Schulenburg (1772–1847) und dessen Ehefrau Auguste Sophie Rosamunde a. d. Winkel (1770–1838) und hatte fünf Geschwister.
Schulenburg heiratete 1841 Elisabeth Karoline von Münchow (1820–1890). Sie hatten acht gemeinsame Kinder, darunter die Söhne:
- Dietrich (1849–1911) ⚭ 1872 Hedwig von Saldern (* 1854)
- Otto Dietrich Richard (1857–1945)

⚭ 1884 Luise Freiin Schilling von Canstatt (1863–1915)
⚭ 1929 Helga von Lattorff (* 1903)
Seine Tochter Hildegard Gräfin von der Schulenburg-Lieberose, verheiratete Freifrau von Rechenberg, ist die Mutter des Schriftstellers Friedrich Georg von Rechenberg.

## Leben
Friedrich von der Schulenburg besuchte bis 1820 fünf Jahre die Ritterakademie Brandenburg und studierte von 1822 bis 1825 Forstwirtschaft in Berlin. Schulenburg ging in den Staatsdienst und bekleidete verschiedene Positionen in der Forstverwaltung, zuletzt als Oberförster in Liebenwerda. 1847 erbte er die väterliche Standesherrschaft Lieberose, die zu einem Sitz in der Herrenkurie des Vereinigten Landtags berechtigte. Aufgrund dieses Sitzes erhielt der Besitzer der Herrschaft Lieberose einen erblichen Sitz Preußischen Herrenhaus. Schulenburg nahm diesen Sitz von 1854 bis zu seinem Tod 1869 ein. Er übergab seinen Nachfahren eine umfangreiche Begüterung, davon allein 11607 ha um Lieberose und weitere Güter um das verpachtete Lamsfeld. Schulenburg-Lieberose war seit 1846 Ehrenritter des Johanniterordens und gehörte der Brandenburgischen Provinzialgenossenschaft dieser Kongregation an.